# 丹斯克銀行洗錢醜聞

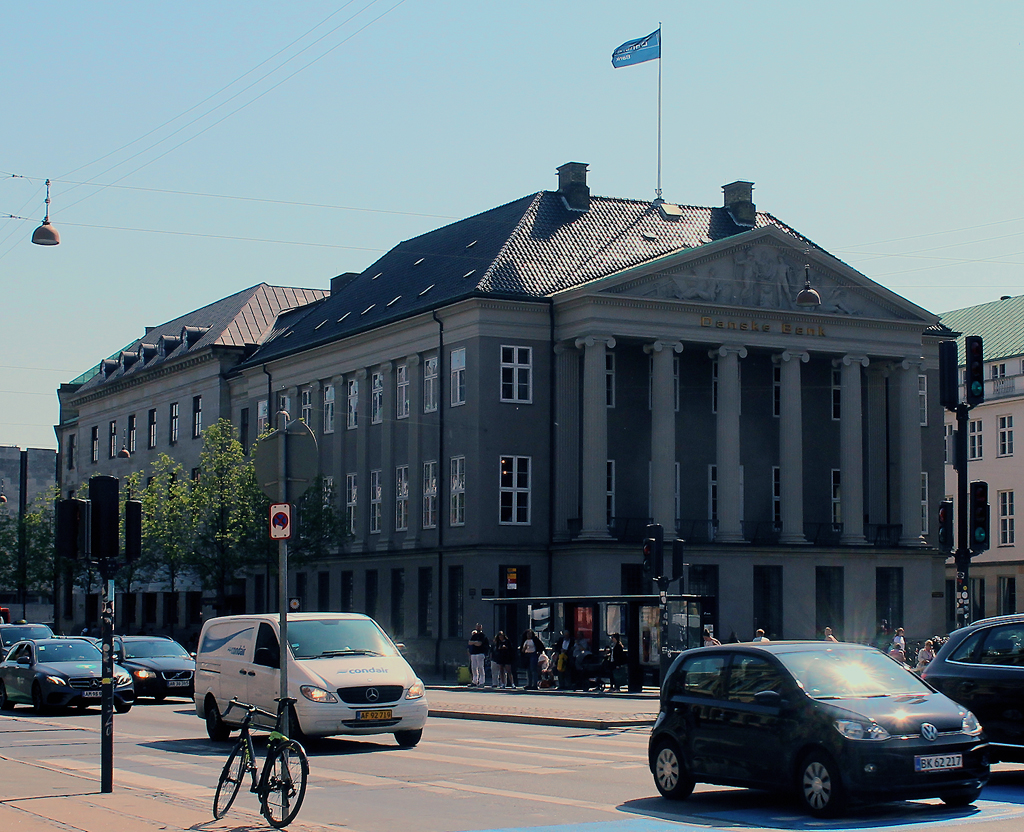
丹斯克銀行位於哥本哈根的總行

丹麥的丹斯克銀行於2017至2018年爆發洗錢醜聞，當時揭露自2007至2015年間，愛沙尼亞、俄羅斯、拉脫維亞及其他國家有超過2,000億歐元的不明資金透過該銀行的愛沙尼亞分行進行洗錢交易。該事件被認為是歐洲乃至全球歷史上規模最大的洗錢醜聞。
資金來源方面，愛沙尼亞與俄羅斯各佔23％，拉脫維亞佔12％，賽普勒斯佔9％，英國佔4％，其餘30％的資金則分別來自150多個國家，每個國家的比例均低於英國；資金流向則為愛沙尼亞15％、拉脫維亞14％、中國大陸7％、瑞士6％、土耳其6％，其餘52％流向其他國家。

## 金融監理
丹斯克銀行總行位於哥本哈根，為丹麥規模最大的銀行；該銀行的愛沙尼亞分行原屬於芬蘭桑普銀行，後者於2007年被丹斯克銀行併購後成為該銀行的一部分，愛沙尼亞分行後來成為洗錢活動的據點之一。由於總行位於丹麥，丹斯克銀行同時受到丹麥金融監管局及愛沙尼亞金融監管局的管轄，然兩國的金融監理機構在監管缺失的問題上互相指責對方；兩機構後來發布聯合新聞稿，宣布將於該事件中加強合作並共享資訊。歐盟的銀行業管理機構歐洲銀行業管理局亦曾針對此案草擬報告，其中對丹麥與愛沙尼亞的監管機關皆提出批評；然歐洲銀行業管理局提早終止調查且並未公布結果，此決定本身也引發外界的批評。

## 過程
2012年，愛沙尼亞金融監管局發布一份針對丹斯克銀行活動的批評報告。根據瑞典電視台的報導，俄羅斯吹哨者謝爾蓋·馬格尼茨基的客戶赫米蒂奇資本管理公司子公司之一的「Diron Trade LLP」，雖於英國註冊郵政信箱，卻於2010至2011年間的六個月內協助瑞典銀行波羅的海子公司與丹斯克銀行之間進行約58億美元的洗錢轉帳；在此期間，拉脫維亞主要的親俄政黨「和諧」董事會成員兼最大贊助者之一的艾瓦爾斯·貝格斯（Aivars Bergers），自Diron Trade LLP及另一間於英國註冊有郵政信箱、與亞塞拜然洗錢醜聞相關的公司「Murova Systems LLP」收受27萬歐元（亞塞拜然洗錢醜聞一案據悉透過丹斯克銀行愛沙尼亞分行進行洗錢活動達29億美元）。
2013年，首位吹哨者揭露丹斯克銀行位於塔林的分行在明知資金來源存疑的情況下，仍與俄羅斯總統弗拉迪米爾·普丁家族（包括其表親伊戈爾·普丁）及俄羅斯聯邦安全局進行資金往來；然這些指控並未獲得適當調查，也未引起足夠關注。塔林的分行於2007年被丹斯克銀行收購後仍持續使用其原有的資訊系統，大量文件亦以愛沙尼亞語或俄語書寫，而丹斯克銀行總行卻並未採取必要措施解決系統和語言差異造成的控管漏洞。2018年丹斯克銀行委託律師事務所Bruun&Hjejle發布的報告指出，該行「長期以來」誤信其已透過適當的反洗錢機制降低非本地客戶帶來的金融風險；然在經過內部吹哨者舉報後，銀行始驚覺其反洗錢機制存在嚴重缺陷，吹哨者的身分後來被確認為丹斯克銀行波羅的海地區（愛沙尼亞、拉脫維亞及立陶宛）的前交易主管霍華德·威爾金森。
根據丹麥金融監管局的資料，2012年丹斯克銀行愛沙尼亞分行的獲利中，有35％來自俄羅斯的非本地投資組合；英國則是僅次於俄羅斯的第二大非本地投資組合來源國。整體而言，俄羅斯客戶占該分行總客戶比例為8％，其中部分交易與俄羅斯政府有關，後者透過註冊於英國、賽普勒斯和紐西蘭的空殼公司進行，當中亦涉及拉脫維亞與摩爾多瓦等國的其他銀行。另一筆重要的非本地投資組合則與亞塞拜然總統及其家族有關。
2013年，美國摩根大通懷疑丹斯克銀行於愛沙尼亞的分行涉及大規模俄羅斯資金洗錢活動，而決定終止對其提供金融服務，其他銀行則持續提供服務至2015年。
2014年，愛沙尼亞金融監管局揭露丹斯克銀行於該國的分行存在「大規模、長期且系統性的違反洗錢防制規範」之情事，並將調查結果通知丹麥當局；愛沙尼亞金融監管局指出，經過該局要求銀行針對違規行為進行改善後，相關活動已有所減少。根據丹麥金融監管局的說法，愛沙尼亞金融監管局發出的一份批判報告曾於2014年10月7日的丹斯克銀行董事會會議中討論，然而報告結論卻於執行董事會的會議紀錄中被「淡化處理」；該報告亦指出，銀行董事會成員於同年6月的會議中「主要關注分行的營收狀況，會議記錄中並未提及任何關於重大洗錢防制問題的評論」。
2019年9月25日，丹斯克銀行愛沙尼亞分行的前行長艾瓦爾·雷赫被發現於塔林的自家後院中身亡，他曾於2007年至2015年間主管該分行的業務，並為此次洗錢案刑事調查中的關鍵證人。雷赫於兩日前失蹤，愛沙尼亞警方隨即展開搜索行動並尋獲其遺體，警方後續調查指出其死因為自殺。

## 結果
2018年12月，愛沙尼亞當局逮捕丹斯克銀行愛沙尼亞分行的10名前員工，並要求該行於2019年結束其在該國的業務。此次醜聞導致丹斯克銀行執行長湯瑪斯·波爾根於2018年辭職下台，丹麥當局於2019年5月以怠忽職守為由對其提出指控，檢方同時也認為前財務長瑞克·拉姆勞-漢森（Henrik Ramlau-Hansen）未能阻止可疑交易的發生；丹麥國會隨後針對洗錢活動相關的罰款修法提高8倍，使其成為歐洲最嚴厲的法規之一。
針對湯瑪斯·波爾根、瑞克·拉姆勞-漢森、商銀業務主管拉斯·莫克（Lars Morch）等銀行高層的指控均於2021年4月撤銷，此外波爾根亦在2022年11月一宗與洗錢醜聞相關的民事訴訟中勝訴。
2018年，丹斯克銀行的股價腰斬，該行表示將向慈善團體捐款15億丹麥克朗，並預期因該案向丹麥、美國及其他歐洲國家的金融監管機構支付數十億美元的罰款。
2022年12月，丹斯克銀行於美國司法部提出的訴訟中認罪，並同意支付20億美元的罰款；2024年2月，丹麥法院對兩名涉及該案的協助人員做出判決：丹麥籍俄裔的艾琳·埃勒特（Irene Ellert）因協助進行260億丹麥克朗的洗錢交易遭判9年有期徒刑，並沒收其個人名下260萬丹麥克朗的財產；立陶宛籍的阿魯納斯·馬塞納斯（Arunas Macenas）因協助進行290億丹麥克朗的洗錢交易而判處7年有期徒刑。